# Govone
Govone is een gemeente in de Italiaanse provincie Cuneo (regio Piëmont) en telt 1991 inwoners (31-12-2004). De oppervlakte bedraagt 18,8 km², de bevolkingsdichtheid is 106 inwoners per km².

## Demografie
Govone telt ongeveer 847 huishoudens. Het aantal inwoners daalde in de periode 1991-2001 met 1,9% volgens cijfers uit de tienjaarlijkse volkstellingen van ISTAT.
| Jaar | Inwoneraantal |
| ---- | ------------- |
| 1991 | 1960          |
| 2001 | 1922          |

## Geografie
De gemeente ligt op ongeveer 301 m boven zeeniveau.
Govone grenst aan de volgende gemeenten: Castagnole delle Lanze (AT), Costigliole d'Asti (AT), Magliano Alfieri, Priocca, San Damiano d'Asti (AT), San Martino Alfieri (AT).

## Galerij

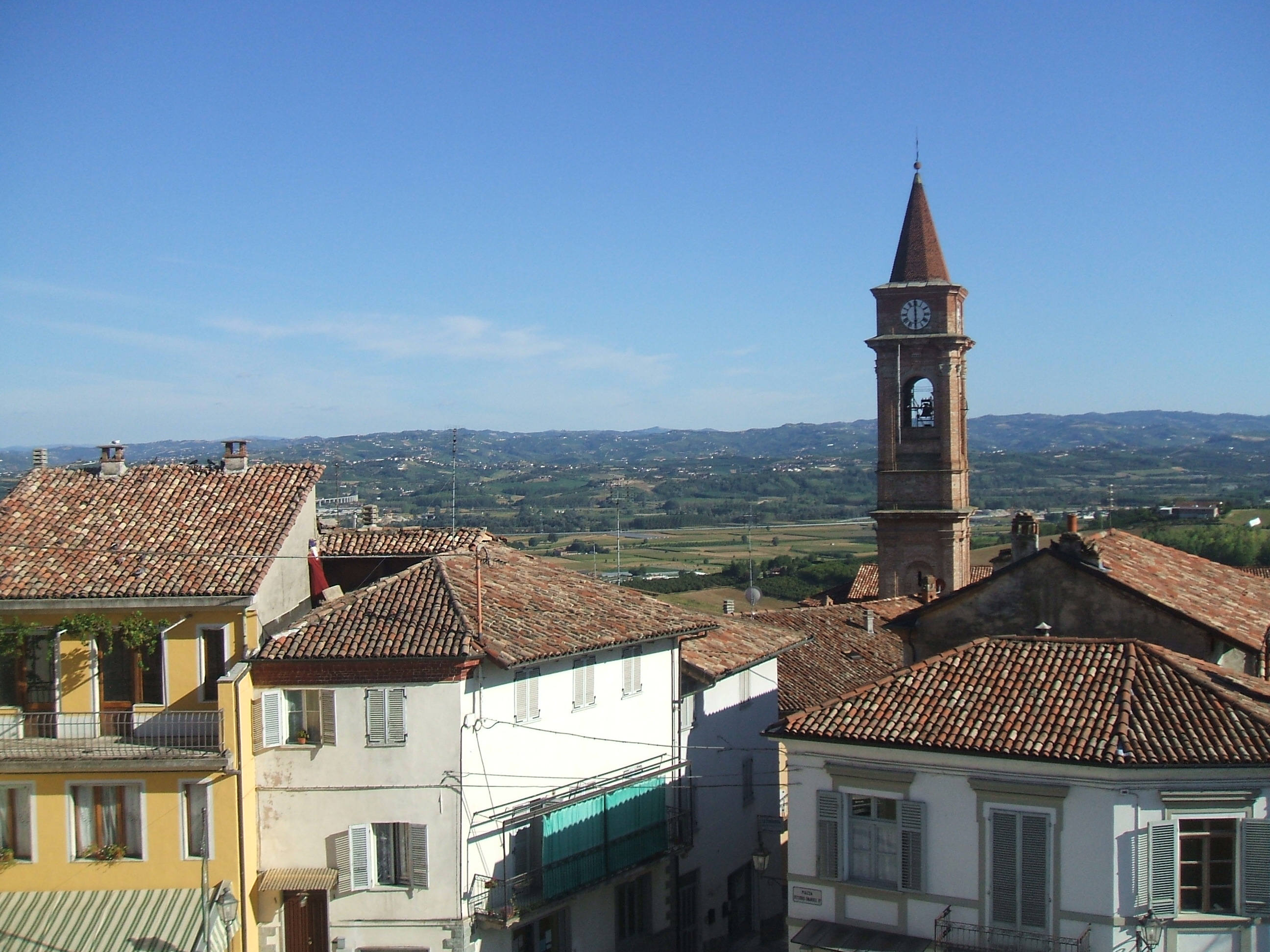
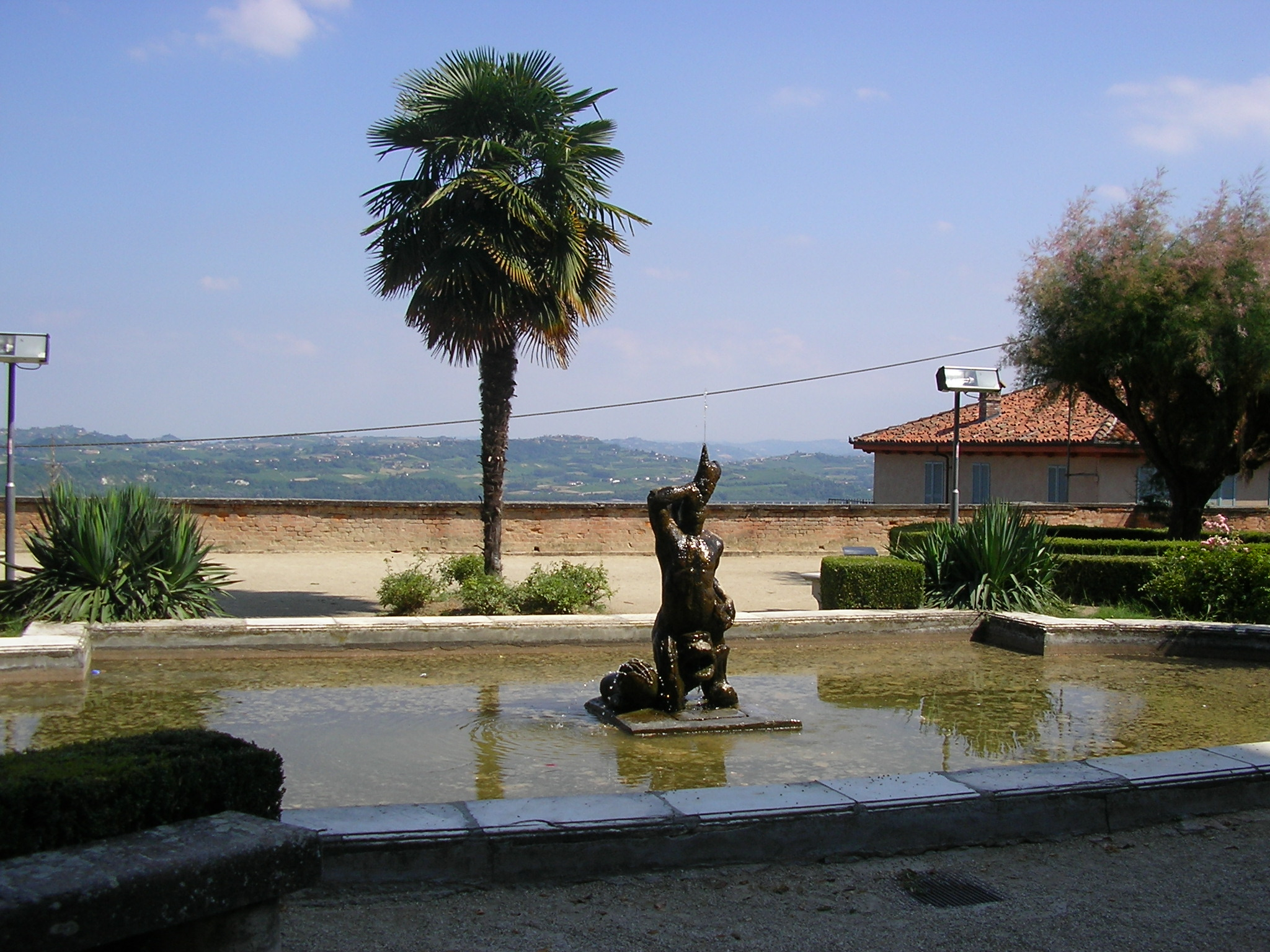
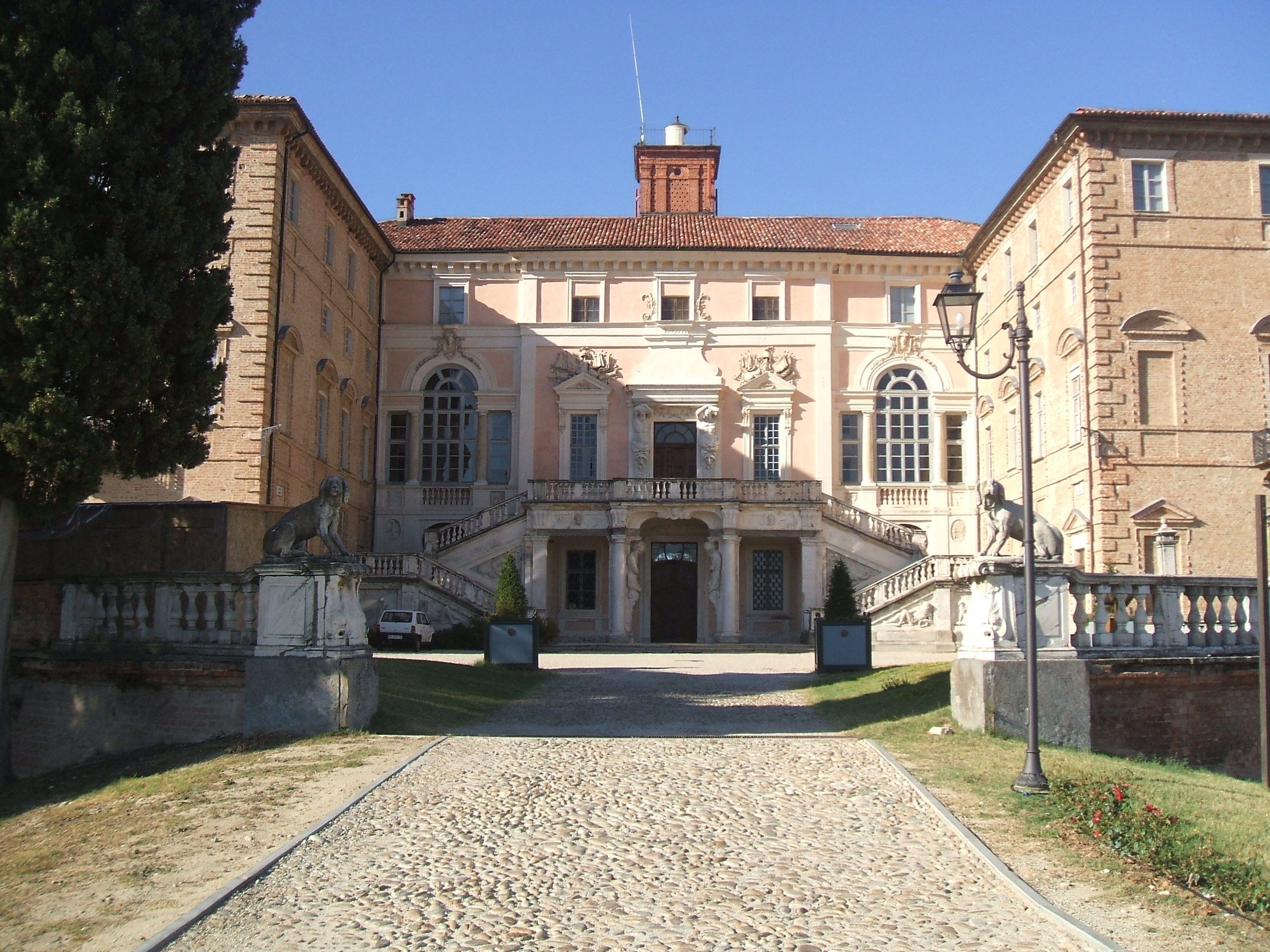
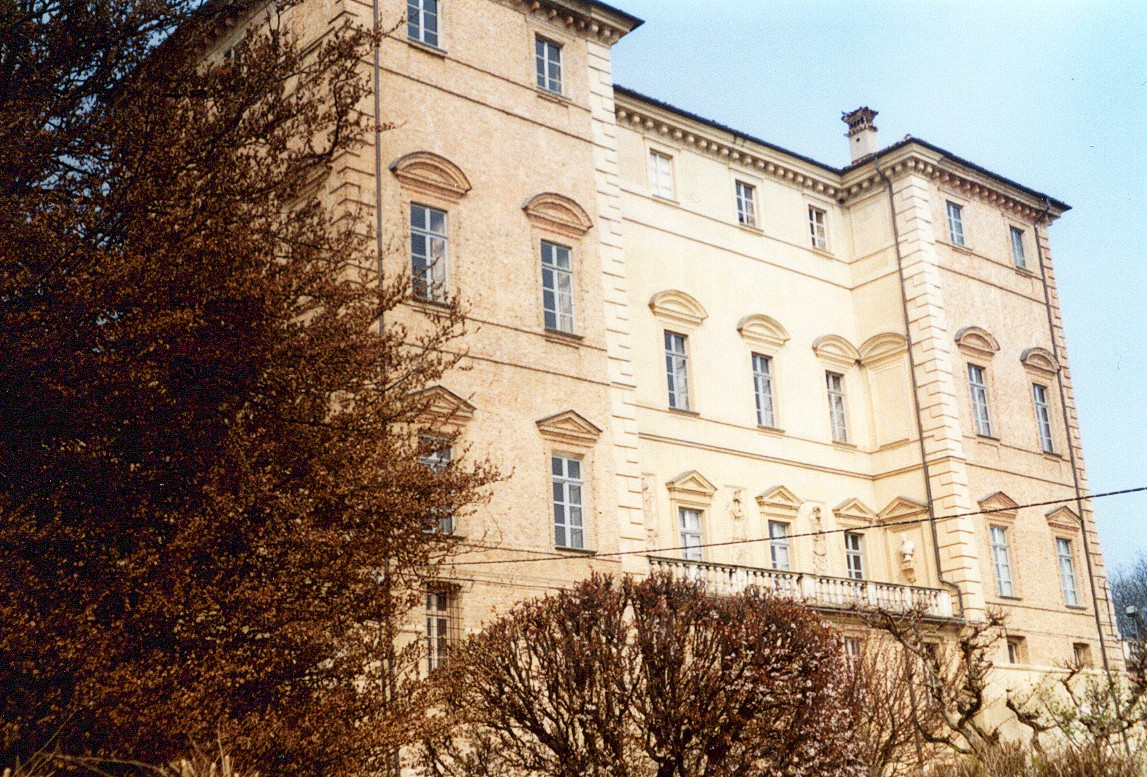